# نادي فيرول لكرة السلة
نادي فيرول لكرة السلة (بالإسبانية: Club Baloncesto OAR Ferrol)‏ كان فريق كرة سلة إسباني للمحترفين تأسس في سنة 1951 يقع في إسبانيا، منطقة غاليسيا. لعب في الدوري الإسباني لكرة السلة.

## أبرز اللاعبين
- فرناندو روماي
- جيمي أوليفر